# Marc Fontecave
Marc Fontecave, né le 27 septembre 1956 à Carcassonne, est un chimiste français. Spécialiste international de la chimie bioinorganique, il enseigne actuellement au Collège de France à Paris, où il dirige le Laboratoire de chimie des processus biologiques.

## Biographie
Marc Fontecave est ancien élève de l'École normale supérieure Paris-Saclay (à l’époque, dite « de l’enseignement technique »), et docteur ès sciences.
Il a été élu en 2005 membre de l'Académie des sciences et occupe à partir de l'année 2008-2009 la chaire de chimie des processus biologiques au Collège de France.

### Recherches
Marc Fontecave a approfondi la compréhension de la structure et de la réactivité des centres métalliques présents dans les métalloprotéines. Ses recherches peuvent avoir des applications dans le domaine de la chimie (catalyseurs sélectifs), de la santé (anticancéreux, antioxydants), de l’environnement (bioremédiation, chimie verte) et de l’énergie (production d’hydrogène,, et transformation du dioxyde de carbone).

### Prix et distinctions
- 2015 : Chevalier de la Légion d'honneur[7]
- 2011 : Grand prix Achille-Le-Bel de la Société chimique de France[8]
- 2010 : Chevalier de l'ordre national du Mérite[7]
- 2009 : Titulaire de la Chaire Sir Raman de l'Académie indienne des sciences
- 2005 : Membre de l'Académie des sciences[9]
- 2005 : Membre senior de l’Institut universitaire de France (IUF)[10]
- 2004 : Médaille d'argent du CNRS[11]
- 1996 : Prix Policart-Lacassagne de l'Académie des sciences
- 1991-1996 : Membre junior de l’IUF[12].

## Prises de position
Il est intervenu dans le débat public pour encourager la réappropriation par le public des grandes recherches scientifiques et la simplification du système de recherche français ; selon lui, l'évaluation des chercheurs a posteriori est la seule méthode permettant la prise de risque indispensable en recherche.
Au moment de la réflexion sur la transition énergétique, avec ses collègues de l'Académie des sciences, il encourage l'utilisation du nucléaire et des gaz de schiste,. Le problème du stockage et de la restitution des énergies renouvelables intermittentes n'étant pas résolu, il critique la marche forcée vers la transition énergétique. Il défend l'idée que l'intensification de l'utilisation du nucléaire est une nécessité pour réduire les émissions de CO2,. Il critique vivement, le 29 décembre 2018 dans une tribune du Monde, L'Affaire du siècle — pétition à succès appelant à condamner l'État français pour son non-respect des engagements climatiques — qu'il juge « injuste, idiote et inopérante ». Quelques jours plus tard, en janvier 2019, le laboratoire du Pr Marc Fontecave s'associe au groupe pétrolier Total, par un contrat de collaboration d’une durée de 5 ans, pour développer un projet visant à transformer du dioxyde de carbone en hydrocarbures (par exemple éthylène) et en alcools. 
Il remet aussi en cause l'urgence à agir à l'encontre du réchauffement climatique le 5 juin 2025, lors d'une table ronde au Collège de France  : « Certes le GIEC, avec ses scientifiques, nous dit qu’on ne peut pas attendre trop longtemps, mais enfin, personne ne sait quand est la fin du monde. Donc il faut peut-être relativiser cette notion d’urgence ». L'évènement est organisé par une chaire consacrée à la transition écologique et au climat et bénéficiant du soutien financier du groupe pétrolier TotalEnergies, avec la condition que le Collège de France se refuse à « toute communication (…) susceptible de porter atteinte à l’image » de la cette entreprise.

## Publications
- Chimie des processus biologiques : une introduction, Paris, Éditions Fayard, coll. « Collège de France », 2009, 60 p. (ISBN 978-2-213-65422-5, LCCN 2010363521, lire en ligne)
- Halte au catastrophisme, les vérités de la transition énergétique, Paris, Flammarion, 2020, 250 p. (ISBN 2-08-020737-7)[24],[25].